# Mira Stupica
Pour les articles homonymes, voir Stupica.
Miroslava Stupica, connue sous le nom de scène de Mira Stupica (en serbe en écriture cyrillique : Мира Ступица), née le 17 août 1923 à Gjilan (Royaume des Serbes, Croates et Slovènes) et morte le 19 août 2016 à Belgrade (Serbie), est une actrice serbe, surtout connue pour son travail au théâtre.

## Biographie
Mira Stupica est sœur de l'acteur Bora Todorović.
Elle joue au Théâtre dramatique yougoslave de Belgrade.
En 1943, elle se marie avec l'acteur populaire Mavid Popović (de). Divorcée, elle se marie en 1948 avec le dramaturge et metteur en scène slovène Bojan Stupica qui meurt en 1970. De 1973 à 1993, elle se marie avec l'homme politique Cvijetin Mijatović.

## Filmographie

### Au cinéma
- 1951 : Bakonja fra Brne : Masa
- 1953 : Bila sam jaca : Zora
- 1953 : Jara gospoda : Ancka
- 1954 : Stojan Mutikasa : Gazdinica Andja
- 1955 : Hanka : Ajkuna
- 1956 : U mrezi : Visnja
- 1957 : Mali covek : Nada
- 1959 : Dundo Maroje
- 1960 : Le Quatorzième Jour : Kristina
- 1961 : Siromasni mali ljudi
- 1962 : La Steppa : Nastasia
- 1962 : Une jeune fille étrange : Minja (voix, non créditée)
- 1964 : Herrenpartie : Miroslava
- 1964 : Narodni poslanik : Pavka
- 1966 : Pre rata : Sarka
- 1966 : Roj : Stojanka
- 1966 : Témoin de l'enfer : Lea Weiss (voix)
- 1967 : Nocna kafana
- 1967 : Palma medju palmama : Palma
- 1967 : Volite se ljudi
- 1967 : Zabavlja vas Mija Aleksic
- 1968 : Delije : Lepsa
- 1968 : Kalendar Jovana Orlovica
- 1968 : Maksim naseg doba
- 1968 : Parnicari
- 1968 : Sunce tudjeg neba : Rosa
- 1968 : TV Bukvar
- 1969 : Krvava bajka : Piljakova majka
- 1969 : Neka daleka svjetlost : Uroseva supruga
- 1969 : Preko mrtvih
- 1970 : Mirina TV stupica
- 1971 : Dorucak sa djavolom : Olga
- 1971 : Jedan covek - jedna pesma
- 1971 : Operacija 30 slova
- 1971 : Sve od sebe
- 1972 : Le Malentendu
- 1972 : Selo bez seljaka
- 1972 : Si të vdiset
- 1972 : Slava i san
- 1972 : Zenski razgovori
- 1972 : Zvezde su oci ratnika : Nana
- 1973 : Samrtno prolece : Tetka Ema
- 1973 : Tezak put
- 1976 : Odluka
- 1976 : Poseta stare dame
- 1977 : Zovem se Eli
- 1978 : Gospodarev zet
- 1981 : Sedam sekretara SKOJ-a
- 1982 : Price preko pune linije
- 1982 : Sablazan : Miloseva nana
- 1982 : Spanac
- 1983 : Imenjaci
- 1985 : Price iz fabrike
- 1987 : Zenska prica
- 1989 : Ranjenik
- 1990 : Gala korisnica : Atelje 212 kroz vekove
- 1995 : Otvorena vrata
- 2006 : Sedam i po : Milica
- 2011 : La Parade : Baka Olga

## Distinctions
- Prix Pavle Vuisić
- Prix Sterija
- Statuette de Joakim Vujić
- (en) Mira Stupica: Awards, sur l'Internet Movie Database